# Parti Progressiste Tchadien
De Parti Progressiste Tchadien (PPT) was van januari 1962 tot juni 1973 de enige toegelaten partij in Tsjaad.
De PPT werd in 1946 opgericht door onder anderen Gabriël Lisette en François Tombalbaye als onderdeel van de West-Afrikaanse Rassemblement Démocratique Africain van de Ivoriaan Félix Houphouët-Boigny. De partij werd van het begin af aan gedomineerd door mensen uit Zuid-Tsjaad (christelijk en animistisch). In 1957 werd Lisette, de voorzitter van de PPT, premier van Tsjaad. In 1959 werd hij uit zijn functie als partijvoorzitter gezet en opgevolgd door François Tombalbaye, die tevens premier werd. Een jaar later werd Tsjaad een onafhankelijke republiek met Tombalbaye als eerste president. In 1962 maakte hij van Tsjaad een eenpartijstaat.
President Tombalbaye schafte in juni 1973 de PPT af vanwege aanhoudende corruptie binnen haar gelederen en verving haar door de Mouvement National pour la Révolution Culturelle et Sociale (MNRCS). Na de staatsgreep van 13 april 1975 – waarbij Tombalbaye om het leven kwam – werd de MNRCS verboden.